# Vehlefanz
Vehlefanz ist ein Ortsteil der Gemeinde Oberkrämer im Landkreis Oberhavel in Brandenburg.

## Geografie
Ortsbildprägend sind die Dorfkirche Vehlefanz und die Bockwindmühle Vehlefanz. Vehlefanz liegt im Ländchen Glien am Rande des Krämer Waldes und des Rhiner Luchs. Seit Ende der 1970er wird Vehlefanz im Westen durch einen künstlichen See, den Mühlensee begrenzt. Vehlefanz liegt an der deutschen Tonstraße.

## Name
Der Name Vehlefanz ist wendischen Ursprungs, seine Bedeutung ist aber in der Geschichte verloren gegangen. Möglich sind Am Walde gelegen oder Großes Dorf. Überlieferte Schreibweisen sind Felefanz – Fehlefanz – Filfantz – Filfanz – Filefantz – Valefanz – Vehlefanz.

## Geschichte
Vehlefanz ist eine Gründung der Wenden. Die ersten Siedlungsspuren von Liutizen stammen aus dem 6. Jahrhundert nahe dem Botscheberg. Die erste urkundliche Erwähnung stammt aus dem Jahr 1241, in der B. de velewan in einem Erbrechtsstreit benannt wird. Die erste Kirche im Ort entstand Ende des 12. Jahrhunderts im Rahmen der Christianisierung Brandenburgs. Die heutige Kirche geht auf einen Feldsteinbau aus dem Mittelalter zurück.
Eine Ziegelscheune wird 1451 erwähnt, weitere Erwähnungen stammen aus dem 18. Jahrhundert.
Die erste Erwähnung eines Müllers im Kirchenbuch stammt aus dem Jahr 1649 nach dem Ende des Dreißigjährigen Krieges. Die erste Windmühle entstand 1711 am Ort; es bestand Mahlzwang für die Bauern aus Vehlefanz und Eichstätt. Der Mahlzwang bestand bis 1810, nach dessen Aufhebung entstanden mehrere neue Mühlen im Umkreis von Vehlefanz, unter anderem auch die heute noch zu sehende Bockwindmühle.
1832 entstand das Remontedepot Bärenklau, das die preußische Armee mit Ersatzpferden versorgte.
In den Zeiten der DDR war das Dorf vor allem landwirtschaftlich geprägt durch verschiedene Landwirtschaftliche Produktionsgenossenschaften (LPG) wie Frischer Wind und Freier Bauer, aus der sich nach der Wende die Schwanteland GmbH entwickelte, die heute zu den größten Chicorée-Produzenten Deutschlands zählt.
Im Jahr 1993 entstand mit der Nashorn-Grundschule der erste Schulneubau in Brandenburg nach der Wende.

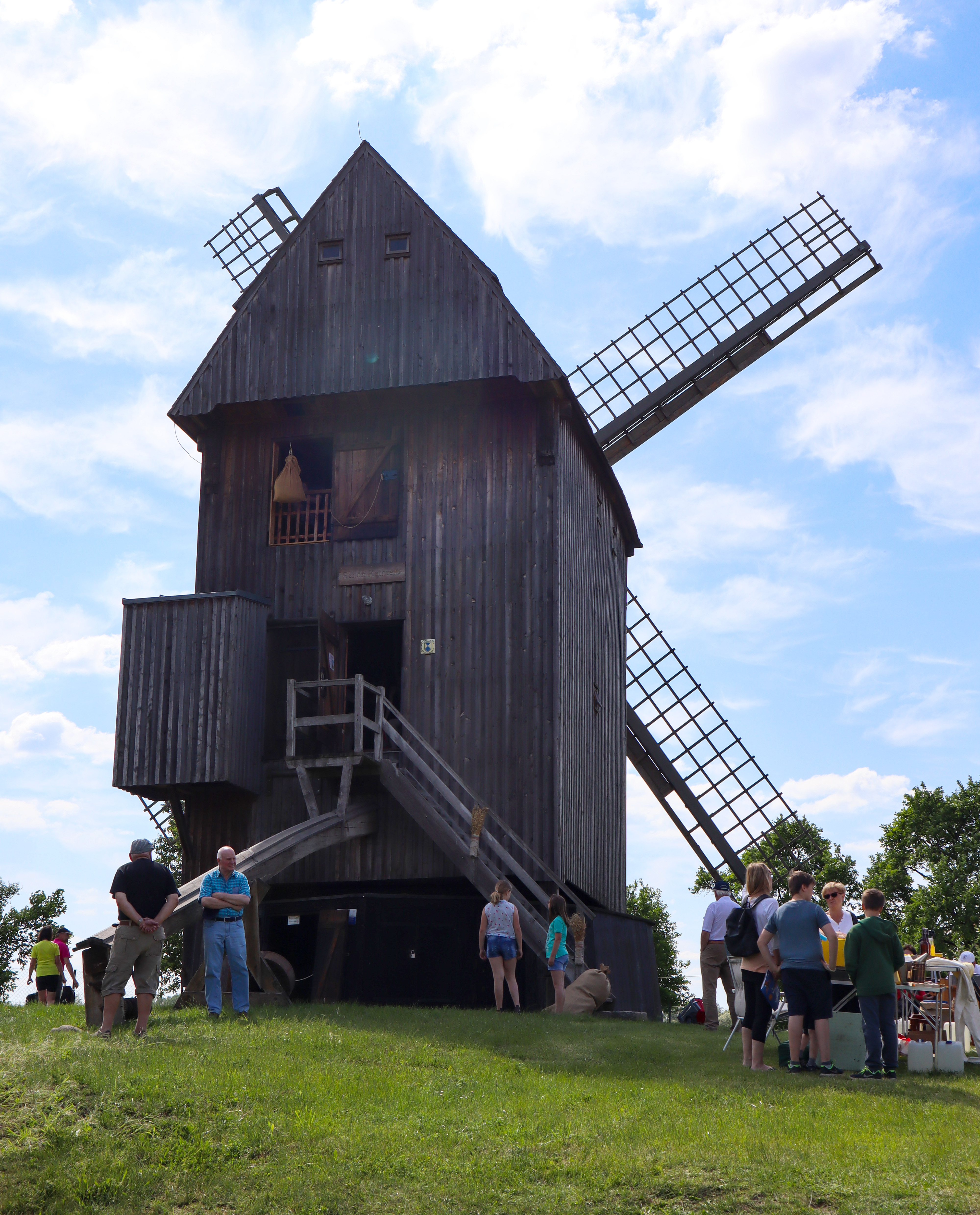
Historische Bockwindmühle
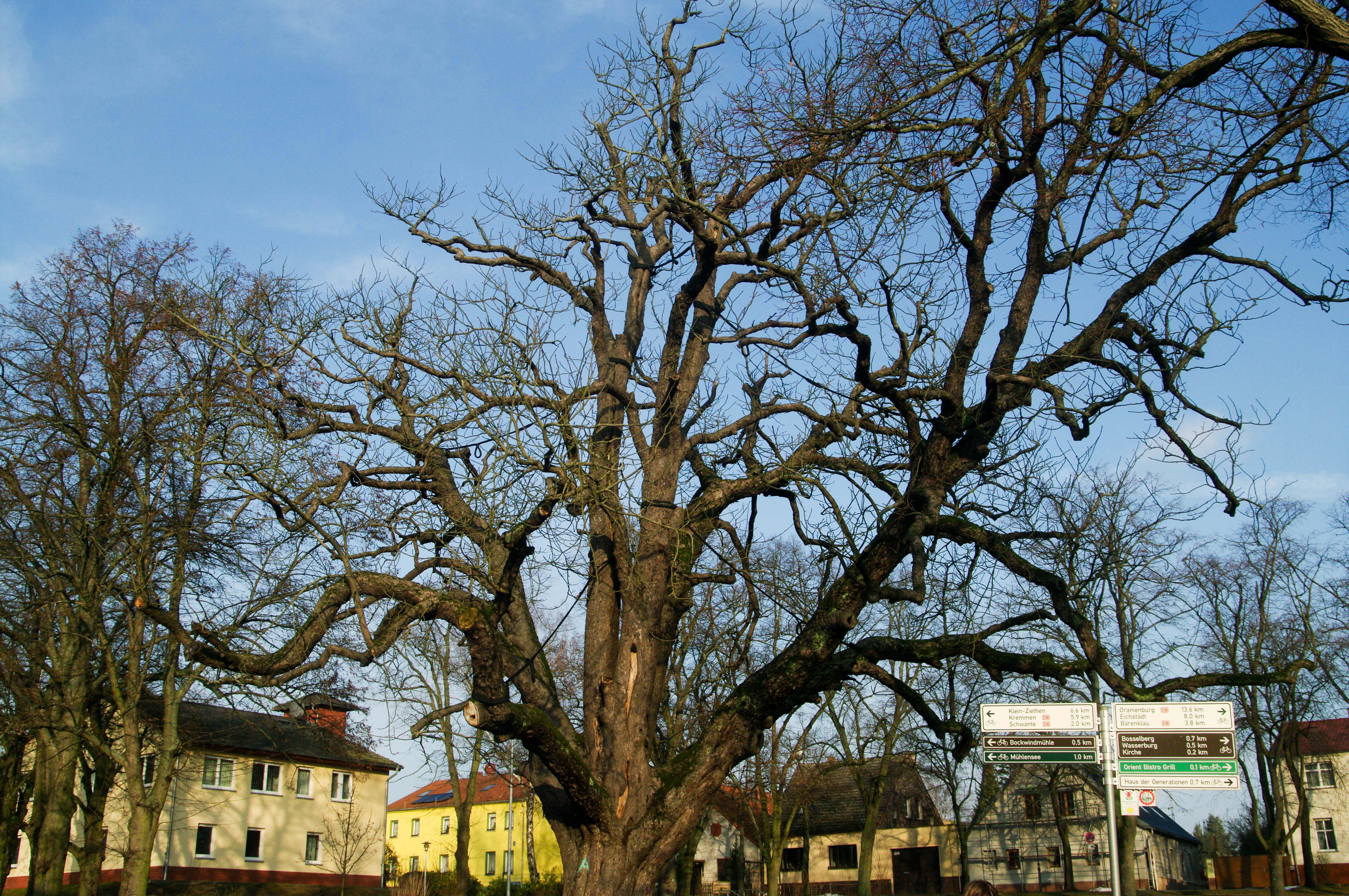
Historische Kastanie auf dem Dorfanger
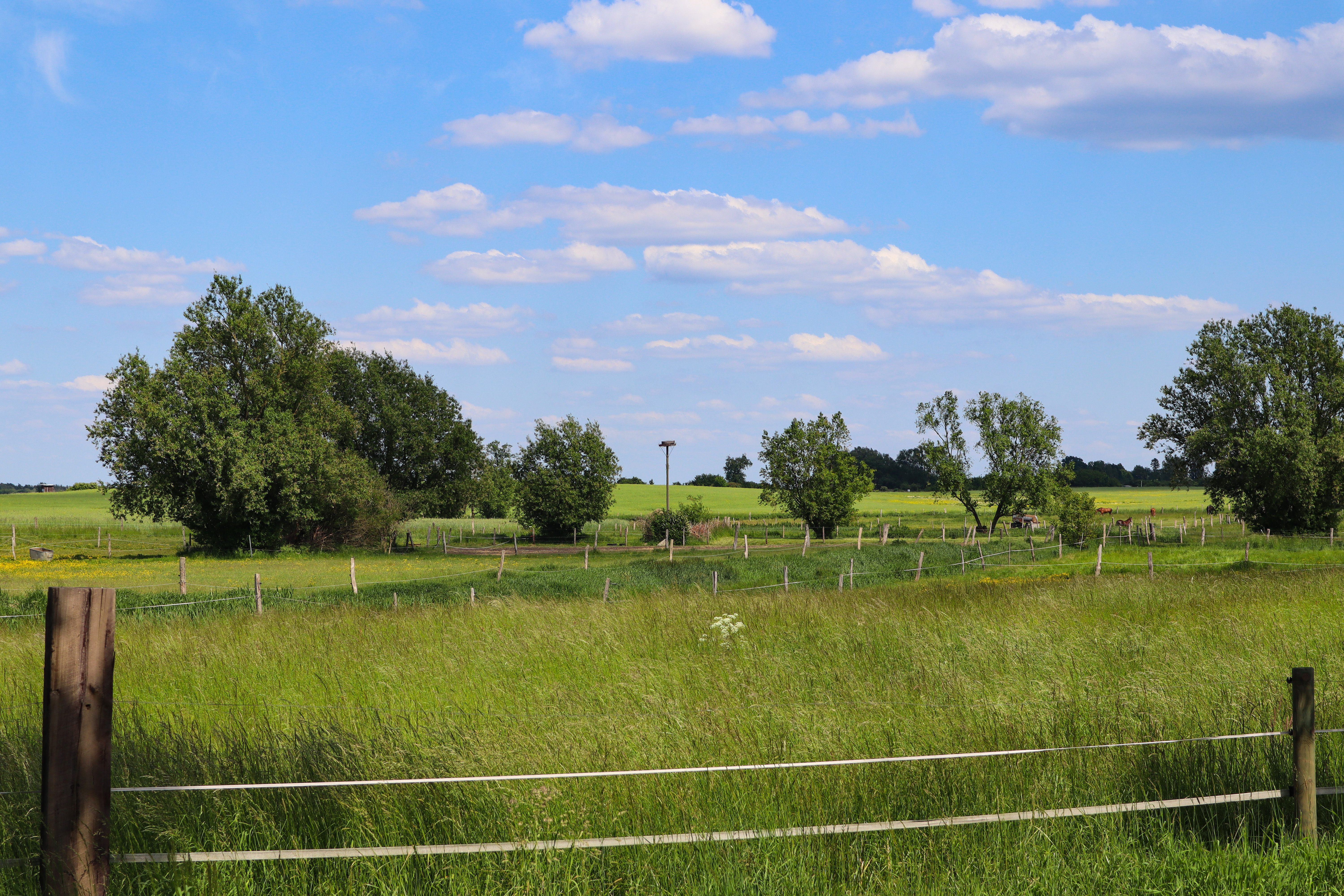
Blick von der Dorfstraße
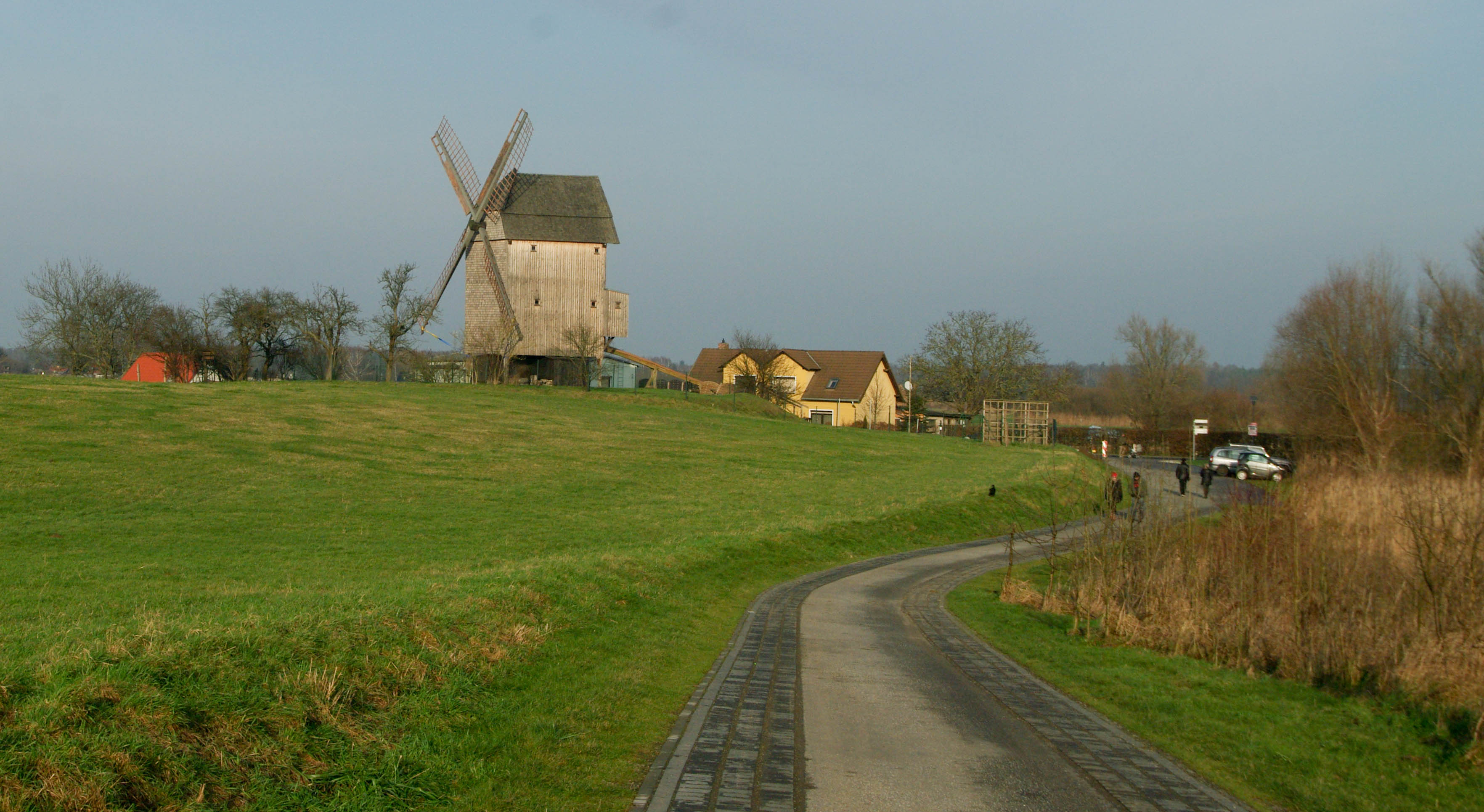
Blick auf die Bockwindmühle
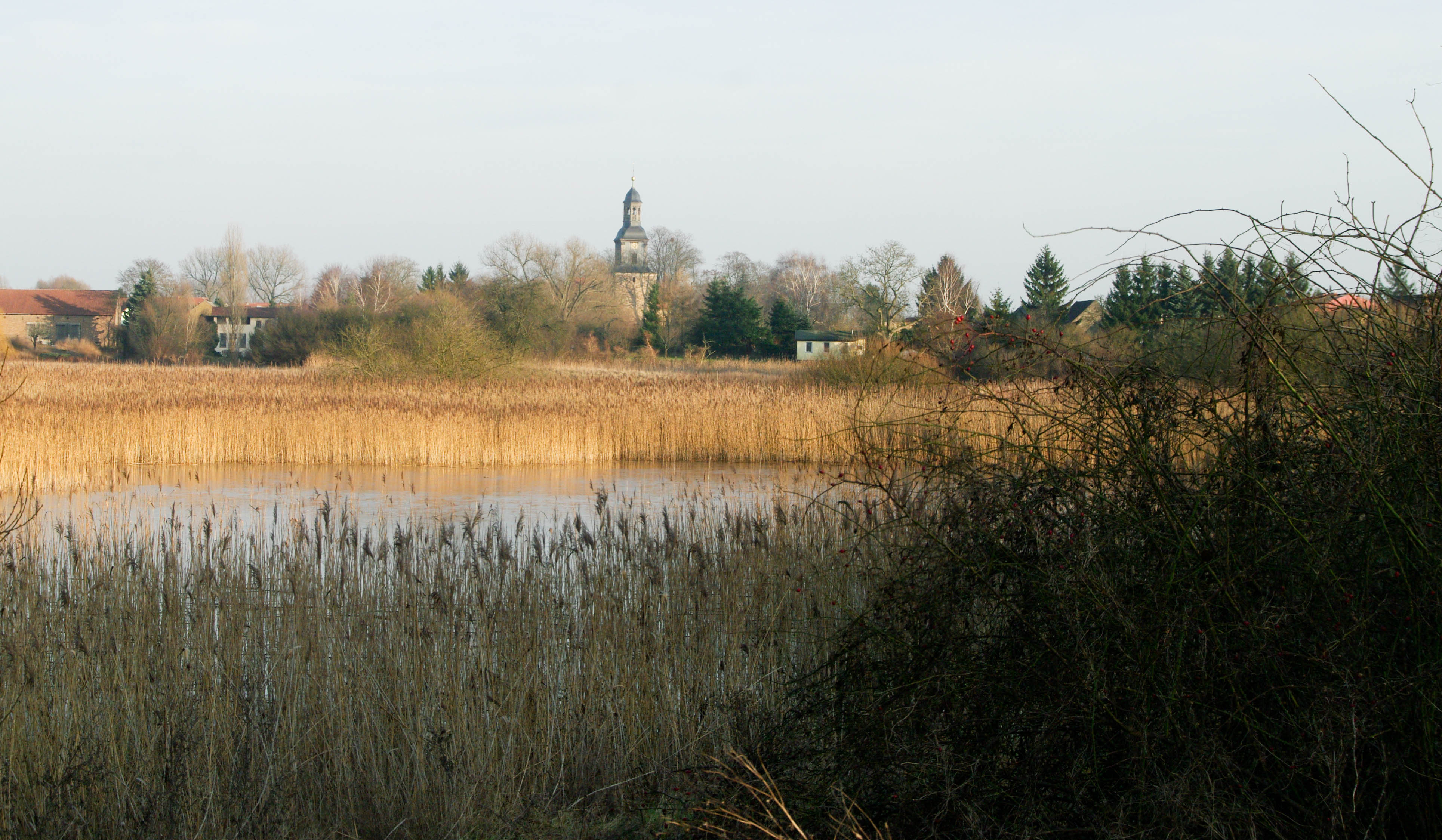
Blick über einen Teil des Mühlensees auf die Kirche
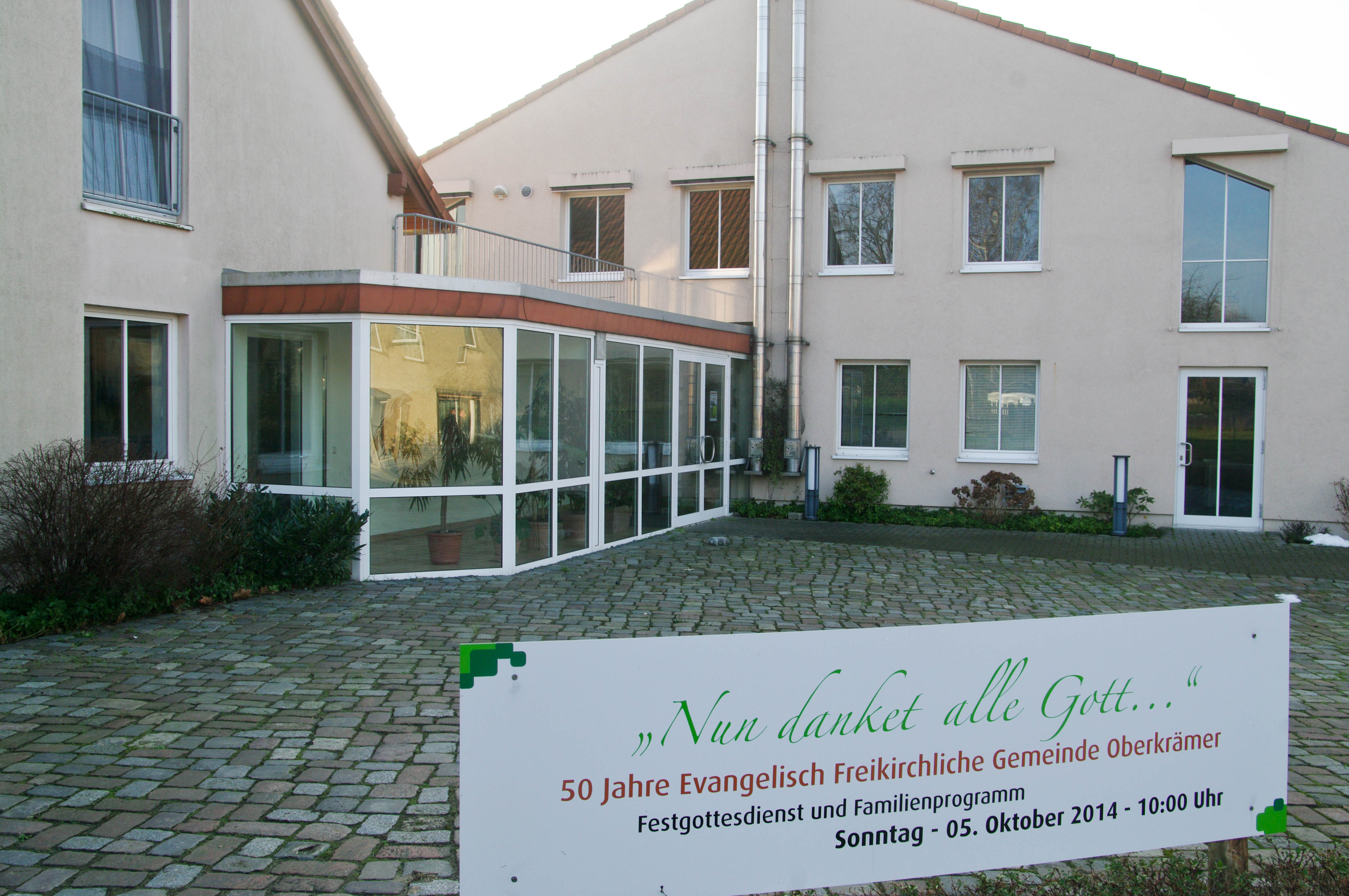
Gemeindezentrum der Evangelisch-Freikirchlichen Gemeinde
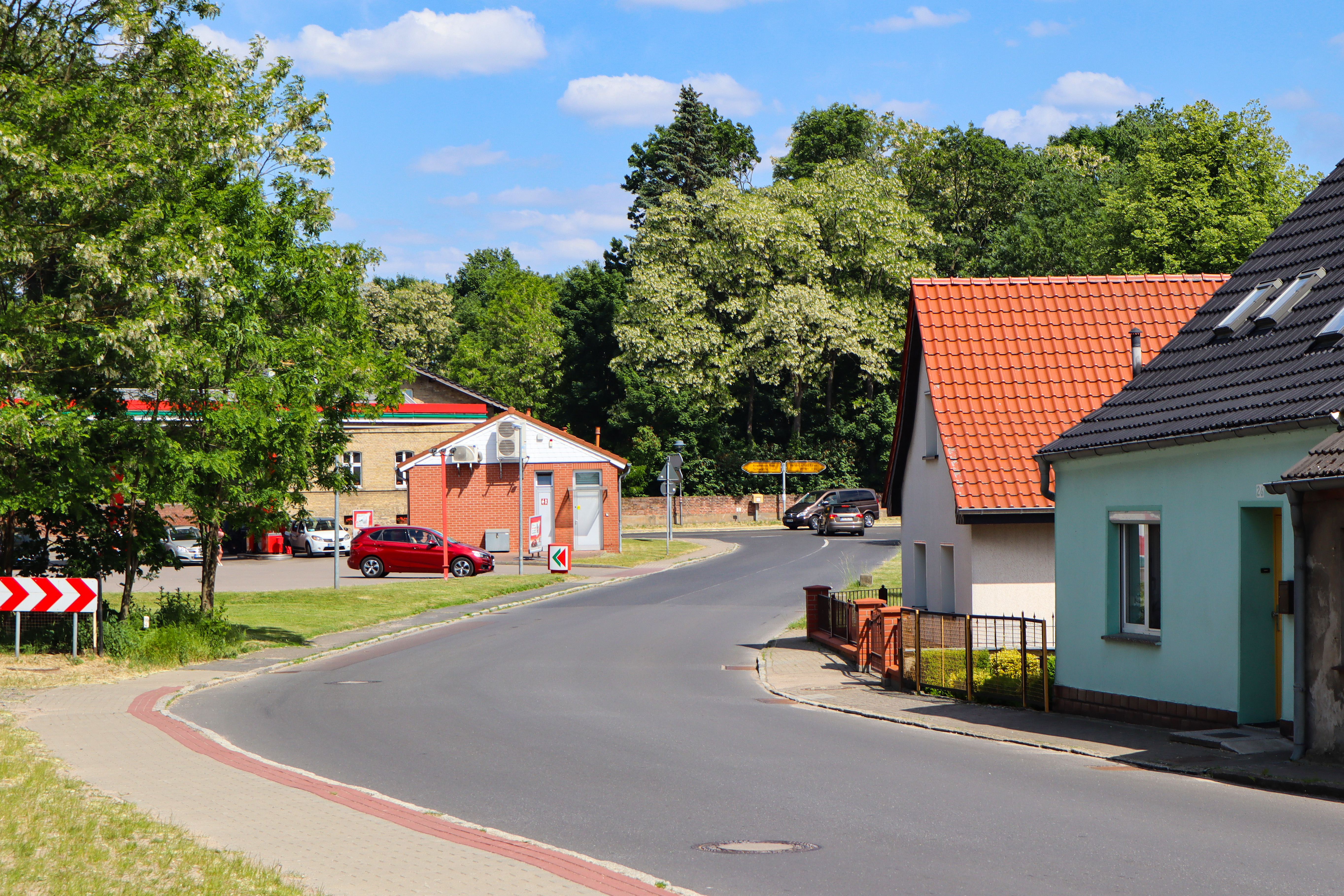
Burgwall in Vehlefanz

## Politik

### Wappen
| Wappen von Vehlefanz | Blasonierung: „Von einem silbernen Wellenbalken durchzogenen und mit einem silbernen Schild, darin ein dreisprossiger roter Steigbaum, belegten stumpfwinkelig abgeplatteten Berg eine rote Windmühle, beidseits begleitet vorn von einem Paar schwarzer Pflugschare und hinten von einem schwarzen mit elf silbernen Nagelkuppen versehenen Hufeisen.“ |
| Wappen von Vehlefanz | Wappenbegründung: Das Hauptsymbol des Wappens bildet eine Windmühle, die als letzte übrig gebliebene von ursprünglich drei vorhandenen nunmehr Wahrzeichen der Gemeinde geworden ist. Der abgestumpfte bzw. abgeplattete Berg im Schildfuß knüpft an den Botscheberg als einem der drei auf Vehlefanzer Flurkarten nachweisbaren Überreste slawischer Burgwälle an. Der Wellenbalken bezieht sich auf den in vergangenen Jahrzehnten entstandenen, die Landschaft des Ortes prägenden Mühlensee. Der dem Schildfuß aufgelegte Wappenschild gehört der Familie von Bredow und weist auf die grundherrschaftliche Verbundenheit von Vehlefanz mit dieser Familie hin, was wiederum auch durch zahlreiche Abbildungen des Bredowschen Familienwappens in der Vehlefanzer Kirche unterstrichen wird. Schließlich stehen die Symbole des Pfluges für den historischen Ortsteil Karlsruh und das Hufeisen für das frühere Remontedepot Koppehof. Das Wappen wurde von Christian Gering aus Schönwalde-Dorf und Lynn Tabbert aus Vehlefanz gestaltet und am 6. Januar 1995 durch das Ministerium des Innern genehmigt. |

### Flagge
Die Flagge wurde von Christian Gering aus Schönwalde-Dorf und Lynn Tabbert aus Vehlefanz gestaltet und am 6. Januar 1995 durch das Ministerium des Innern genehmigt.
Die Flagge ist Rot – Weiß – Grün (1:1:1) gestreift (Querform: Streifen waagerecht verlaufend, Längsform: Streifen senkrecht verlaufend) und auf den rot - weißen Streifen mit dem Wappen belegt (bei Querform: zum Flaggenmast, Längsform: im oberen Drittel des Banners hin verschoben).

## Ortsbild
Das Angerdorf Vehlefanz erstreckt sich vor allem entlang einer Hauptstraße, der heutigen L117. Im Süden steht die Dorfkirche am Ortseingang, die Straße verläuft entlang des historischen Dorfangers und in Richtung Norden steht die Bockwindmühle kurz vor dem Ortsausgang. Auf einer kleinen Erhöhung am Rande des Dorfes liegen die Reste der Burg Vehlefanz.
Die Bockwindmühle von 1815 ist seit 1977 als technisches Denkmal geschützt und als Museum ausgestattet. Es handelt sich um die einzig komplett erhaltene Windmühle im Kreis. Seit 2011 gehört die Windmühle der Gemeinde.

## Religionen
Neben der evangelischen Dorfkirche und deren Gemeinde ist auch die Evangelisch-Freikirchliche Gemeinde Oberkrämer mit Sitz in Vehlefanz im Dorfleben aktiv.
Die freikirchliche Gemeinde wurde 1964 in Zeiten der DDR im benachbarten Schwante gegründet, wo sie auch ihre erste Kapelle errichtete. Die Obrigkeit duldete die Gemeinde, die damals etwa 20 aktive Mitglieder hatte. Nachdem die Kapelle um das Jahr 2000 zu klein für die Gemeinde, die damals etwa 100 aktive Mitglieder hatte, wurde, errichtete diese in Vehlefanz 2005 ein Gemeindezentrum. In dieses kommen sonntags etwa 200 Menschen in den Gottesdienst. Die Gemeinde veranstaltet unter anderem auch ein Sommerlager für Jugendliche aus ganz Deutschland am Mühlensee.

## Bildung
1993 wurde als erste neue Schule Brandenburgs nach der Wende eine Grundschule für die Klassenstufen 1 bis 6 in Vehlefanz gebaut, die seit 2003 Nashorn-Grundschule heißt. In die Schule gehen 319 Schüler aus Vehlefanz sowie den Ortsteilen Eichstädt, Schwante, Bärenklau und Neu-Vehlefanz. Seit 1997 verfügt die Schule über eine eigene Turnhalle, seit 2010 auch über einen Sportplatz.

## Verkehr

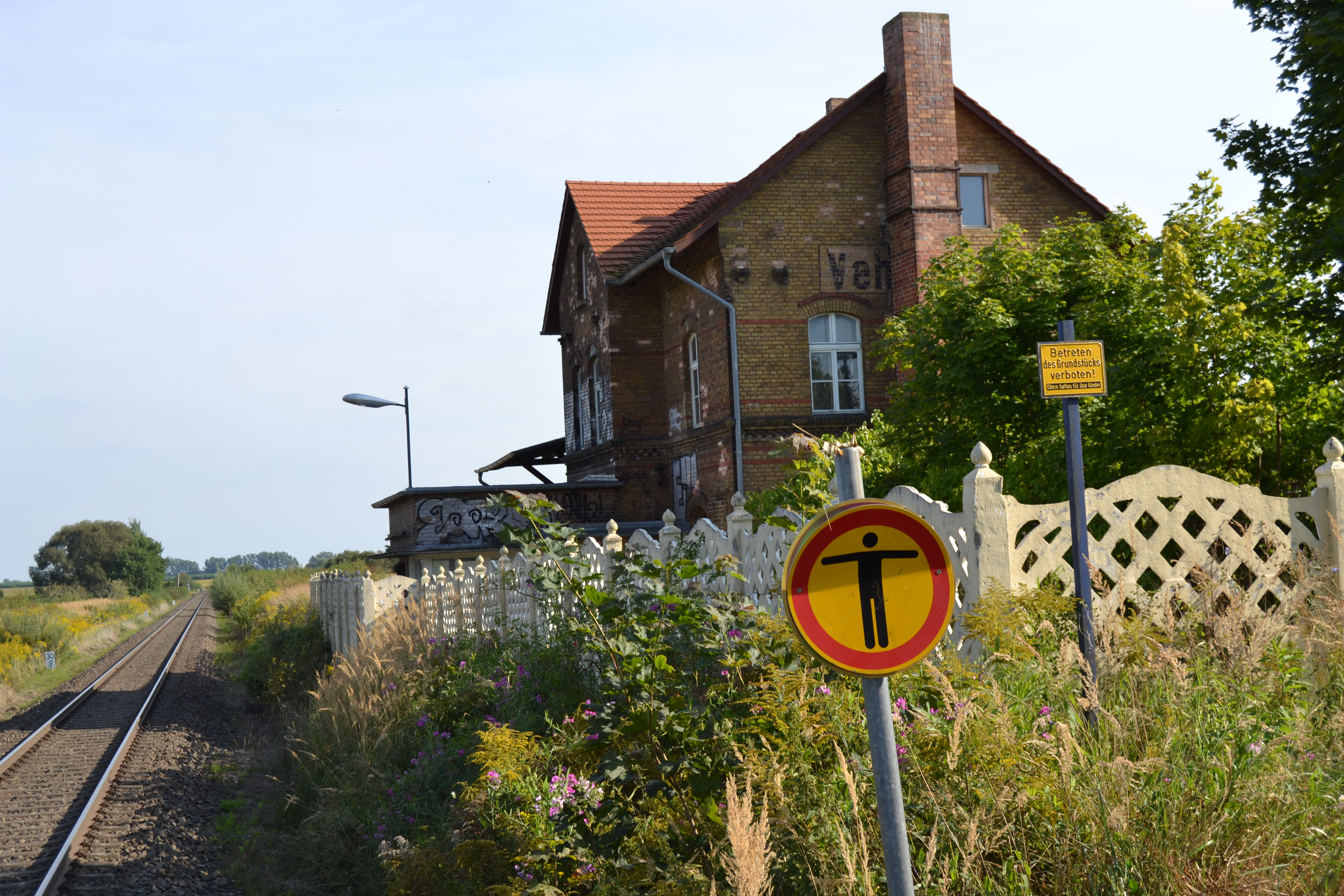
Haltepunkt Vehlefanz

Der Haltepunkt Vehlefanz liegt an der Bahnstrecke Berlin-Schönholz–Kremmen.

## Persönlichkeiten
- Otto Merten (1874–nach 1939), Lehrer, Ministerialdirektor und Mitglied des Deutschen Reichstags, geboren in Vehlefanz
- Dietmar Sturzbecher (* 22. Oktober 1953 in Vehlefanz) ist ein außerplanmäßiger Professor für Familien-, Jugend- und Bildungssoziologie an der Wirtschafts- und Sozialwissenschaftlichen Fakultät der Universität Potsdam sowie Mitgründer und Direktor des Instituts für angewandte Familien-, Kindheits- und Jugendforschung an der Universität Potsdam (IFK e. V.).
- Rainer A. Schmidt (* 1963), deutscher Posaunist, Musiker und Filmeditor, aufgewachsen in Vehlefanz